# Rickettsier
Rickettsier eller Rickettsia är en familj små (0,3-1,0 µm) gramnegativa kockobaciller, som växer och förökar sig i värdcellens cytoplasma, utanför de eukaryota värdcellernas cellkärna. Bakterierna i familjen Rickettsia sprids genom vektorer, såsom fästingar, loppor och löss. Hos människan orsakar den exempelvis tyfus, Boutonneuse feber, afrikansk fästingbett feber och Rocky Mountain Spotted feber.
Namnet Rickettsia används ofta för någon medlem av Rickettsiales. De är en av närmaste levande släktingar till bakterier som var ursprunget till mitokondrier, en organell som finns i de flesta eukaryota celler.
Släktet Rickettsia är uppkallad efter Howard Taylor Ricketts (1871-1910), som studerade Rocky Mountain spotted feber i Bitterroot Valley i Montana, USA. Så småningom dog han av tyfus efter att ha studerat sjukdomen i Mexico City.
Trots liknande namn, orsakar Rickettsia-bakterier inte rakitis, som är ett resultat av vitamin D-brist.

## Indelning
De olika varianterna av rickettsios delas traditionellt in i grupperna tyfus, fläckfeber och fläcktyfus (”spotted fever”). Nedan följer en tabell av några sjukdomars vektorer och var sjukdomen förekommer.
| Sjukdom                          | Rickettsia-art         | Vektor    | Geografisk förekomst                           | Risk för resenärer |
| -------------------------------- | ---------------------- | --------- | ---------------------------------------------- | ------------------ |
| Tyfus:                           |                        |           |                                                |                    |
| - Epidemisk tyfus                | Rickettsia prowazekii  | Löss      | Centrala Afrika, Sydamerika                    | Mycket sällsynt    |
| - Murin tyfus                    | Rickettsia typhi       | Råttloppa | Tropiska och subtropiska områden               | Sällsynt           |
| Fläcktyfus:                      |                        |           |                                                |                    |
| - ”Rocky Mountain spotted fever” | Rickettsia rickettsii  | Fästing   | Nord- och Sydamerika                           | Mycket sällsynt    |
| - ”Mediterranean spotted fever”  | Rickettsia conorii     | Fästing   | Medelhavsområdet, Mellanöstern, Indien, Afrika | Sällsynt           |
| - ”African tick bite fever”      | Rickettsia africae     | Fästing   | Södra Afrika                                   | Vanlig             |
| - ”Fästingburen Rickettsios”     | Rickettsia helvetica   | Fästing   | Europa                                         | Oklart             |
| Kvalsterburen fläcktyfus:        |                        |           |                                                |                    |
| - ”Kvalsterburen fläcktyfus”     | Orientia tsutsugamushi | Kvalster  | Sydostasien                                    | Sällsynt           |

## Förökning
Rickettsiabakterierna förökar sig i blodkärlens innersta cellager, endotelet. Därigenom ger de upphov till småkärlsvaskulit, en inflammation som leder till skador på blodkärlsväggarna. Som en följd kan blodkärlens väggar förtjockas, och kärlet bli trängre vilket kan ge syrebrist i de vävnader som kärlet försöker med blod. Inflammationen kan också leda till att kärlväggen blir svagare, vilket resulterar i blödningar. Symptomen kan variera beroende på vilka organ som drabbas.

## Insjuknande
I genomsnitt är inkubationstiden i 7 dagar. Efter bettet sprids rickettsierna till blodet, varvid patienten plötsligt insjuknar i hög feber. Sedan inträder huvudvärk och muskelvärk. Vanligtvis finner man på vid bettet en blå-röd rodnad eller en svart krusta som uppstår på grund av den vaskulit som bakterien orsakarvaskuliten. Oftast får man lymfadenit i anslutning till bettet. Millimeterstora utslag spridda över kroppen förekommer i nästan hälften av fallen. Sjukdomsförloppet varar oftast i cirka två veckor, varefter sjukdomen upphör. Det är vanligt med komplikationer som neurologiska symtom, njursvikt, chock, blodpropp, lunginflammation med mera. 
Sjukdomen behandlas med antibiotika av typen doxycyklin (rifampicin och ciprofloxacin sannolikt effektiva, men erfarenheten är begränsad). Dödligheten utan behandling varierar från 10 till 40 procent. 
Här följer några mer specifika fall av olika rickettisa-arter:
- Rocky Mountain - Fläckfeber börjar som "African tick bite fever" med hög feber, huvudvärk och muskelvärk. Men efter 2-3 dagar så utvecklas det ett makulopapulöst utslag som sedan kan övergå till multiorgansvikt och petekier. Med behandling av antibiotika är dödsrisken 3 % och utan behandling upp mot 20 %.
- Lusburen tyfus orsakas av R. Prowasekii. Vaskulitbildning dominerar med gastrointestinala blödningar, multiorgan påverkan, cerebral omtöckning och hög feber.
- Loppburen tyfus är en mildare variant av den lusburna tyfusen.
- Mediterranean spotted fever, Boutenneus, Marsillesfeber orsakas av R. Conorii och sprids med hjälp av fästingar. Sympton är hög feber, huvudvärk, muskelvärk och vanligtvis makulopapulöst exantem och eschar.

## Diagnos
Diagnosen ställs vanligen utifrån sjukdomsbild men kan bekräftas serologiskt, då man påvisar antikroppar mot Rickettsia i blodprov från patienten. Antikroppsutvecklingen är dock ofta sen, och det är vanligt ta ett andra prov 4 veckor efter insjuknandet. I vissa länder kan diagnos även ställas eller bekräftas med hjälp av PCR-test.

## Profylax
Man kan genom lämplig klädsel undvika fästingbett och närkontakt med hundar, strutsar och andra djur. Personlig hygien rekommenderas också. Det finns idag inget vaccin mot rickettsia i Sverige.